# Потаніно (Бурятія)
Потаніно (рос. Потанино) — селище Бичурського району, Бурятії Росії. Входить до складу Сільського поселення Потанінське.
Населення — 892 особи (2015 рік).